# Rehema Nanfuka
Rehema Nanfuka es una actriz, directora y cineasta ugandesa conocida por sus papeles en Imani, Veronica's Wish, Imbabazi, Haunted Souls, The Road We Travel, Queen of Katwe, Imperial Blue entre otras películas.

## Carrera
Su actuación en Imani le valió dos premios; el premio de la academia del cine africano como Actriz Más Prometedora en 2010 compartiendo la victoria con Chelsea Eze y el Premio a la Mejor Actriz en el Festival de Cine Africano de Córdoba, España en 2010. La película también ganó un premio de la academia del cine africano a la Mejor Película en Lengua Africana. Rehema también recibió el reconocimiento del crítico de Variety Boyd Van Hoeij, quien escribió: "Rehema Nanfuka, como una sirvienta angustiada en el segundo mejor segmento, impresiona con su tranquilo sentido de la dignidad", mientras el crítico de The Hollywood Reporter, Neil Young, escribió: "Nanfuka y Buyi son artistas atractivos y se las arreglan bien con personajes".
En 2013 protagonizó Imbabazi, The Pardon, de Joel Karekezi, película sobre el genocidio de Ruanda en la que fue nominada al premio a la mejor actriz en el Festival du Cinéma Africain de Khouribga, Marruecos 2015.
Interpretó a Suzanna en Yat Madit en 2016 junto a Gladys Oyenbot y Michael Wawuyo Jr. Por este papel, ganó el premio a la Mejor Actriz de Televisión en el Festival de Cine de Uganda en 2017. 
Dirigió la galardonada película de 2018 Veronica's Wish, por la que ganó el premio a la Mejor Directora en el Festival de Cine de Uganda 2018 en Kampala, convirtiéndose en la primera ugandesa en ganarlo. La película también recibió otros ocho premios de un total de doce nominaciones.